# Santa Cruz de Salinas
Santa Cruz de Salinas è un comune del Brasile nello Stato del Minas Gerais, parte della mesoregione del Norte de Minas e della microregione di Salinas.